# Orthosia mulina
Orthosia mulina är en fjärilsart som beskrevs av William Schaus 1894. Arten ingår i släktet Orthosia och familjen nattflyn. Inga underarter finns listade i Catalogue of Life.